# Segelfluggelände Kißlegg

i7
i11
i13
Das Segelfluggelände Kißlegg liegt im Gebiet der Gemeinde Kißlegg im Landkreis Ravensburg in Baden-Württemberg, etwa drei Kilometer südwestlich vom Ortsrand von Kißlegg.

## Flugbetrieb
Das Segelfluggelände ist mit zwei 250 m langen und 30 m breiten Start- und Landebahnen aus Gras ausgestattet (Richtungen 12/30 und 07/25). Weiterhin ist eine 1020 m lange Seilauslegebahn vorhanden (Richtung 30). Das Segelfluggelände besitzt eine Betriebszulassung für Segelflugzeuge und nichtselbststartende Motorsegler. Der Start erfolgt per Windenstart und Flugzeugschlepp. Der Halter und Betreiber des Segelfluggeländes ist die Flugsportgruppe Wangen-Kißlegg e. V. Der Verein wurde 1961 gegründet.